# العلاقات البريطانية النيبالية
العلاقات البريطانية النيبالية هي العلاقات الثنائية التي تجمع بين المملكة المتحدة ونيبال.

## مقارنة بين البلدين
هذه مقارنة عامة ومرجعية للدولتين:
| وجه المقارنة                                              | المملكة المتحدة                 | نيبال                               |
| --------------------------------------------------------- | ------------------------------- | ----------------------------------- |
| المساحة (كم2)                                             | 242.50 ألف                      | 147.18 ألف                          |
| عدد السكان (نسمة)                                         | 66.02 مليون                     | 29.40 مليون                         |
| الكثافة السكانية (ن./كم²)                                 | 272.25                          | 199.76                              |
| العاصمة                                                   | لندن                            | كاتماندو                            |
| اللغة الرسمية                                             | لغة إنجليزية، اللغة الويلزية    | اللغة النيبالية                     |
| العملة                                                    | جنيه إسترليني                   | روبية نيبالية                       |
| الناتج المحلي الإجمالي (بليون دولار)                      | 2.62 تريليون                    | 24.47 مليار                         |
| الناتج المحلي الإجمالي (تعادل القوة الشرائية) بليون دولار | 2.72 تريليون                    | 70.20 مليار                         |
| الناتج المحلي الإجمالي الاسمي للفرد دولار أمريكي          | 43.88 ألف                       | 743                                 |
| الناتج المحلي الإجمالي للفرد دولار أمريكي                 | 40.23 ألف                       | 2.37 ألف                            |
| مؤشر التنمية البشرية                                      | 0.907                           | 0.548                               |
| رمز المكالمات الدولي                                      | +44                             | +977                                |
| رمز الإنترنت                                              | .uk، .gb                        | .np                                 |
| المنطقة الزمنية                                           | توقيت غرينيتش، توقيت غرب أوروبا | ت ع م+05:45، التوقيت الموحد لنيبال ‏ |

## منظمات دولية مشتركة
يشترك البلدان في عضوية مجموعة من المنظمات الدولية، منها:
| علم المنظمة | اسم المنظمة                               | تاريخ انضمام المملكة المتحدة | تاريخ انضمام نيبال |
| ----------- | ----------------------------------------- | ---------------------------- | ------------------ |
|             | مؤسسة التنمية الدولية                     | 24 سبتمبر 1960               | 6 مارس 1963        |
|             | يونسكو                                    | 4 نوفمبر 1946                | 1 مايو 1953        |
|             | مؤسسة التمويل الدولية                     | 20 يوليو 1956                | 7 يناير 1966       |
|             | منظمة حظر الأسلحة الكيميائية              | ?                            | ?                  |
|             | الأمم المتحدة                             | 24 أكتوبر 1945               | 14 ديسمبر 1955     |
|             | منظمة الشرطة الجنائية الدولية             | ?                            | ?                  |
|             | البنك الدولي للإنشاء والتعمير             | 27 ديسمبر 1945               | 6 سبتمبر 1961      |
|             | الاتحاد البريدي العالمي                   | ?                            | ?                  |
|             | المركز الدولي لتسوية المنازعات الاستشارية | 18 يناير 1967                | 6 فبراير 1969      |
|             | وكالة ضمان الاستثمار متعدد الأطراف        | 12 أبريل 1988                | 9 فبراير 1994      |
|             | بنك التنمية الآسيوي                       | 1966                         | 1966               |
|             | منظمة التجارة العالمية                    | 1995                         | ?                  |
|             | الفريق المعني برصد الأرض                  | ?                            | ?                  |

## أعلام
هذه قائمة لبعض الشخصيات التي تربطها علاقات بالبلدين:
- فيديادر سوراجبراساد نيبول (روائي ترينيدادي بريطاني من أصولٍ هندونيبالية، 17 أغسطس 1932[21][22][23] – 11 أغسطس 2018[22])

## وصلات خارجية
- موقع وزارة الخارجية البريطانية
- موقع وزارة الخارجية النيبالية